# Mościce (Klice)
Mościce – część wsi Klice położona w Polsce, w województwie mazowieckim, w powiecie ciechanowskim, w gminie Regimin.
Administracyjnie Mościce są sołectwem.
W latach 1975–1998 miejscowość administracyjnie należała do województwa ciechanowskiego.